# Stara
Stara [pronunciación en polaco: /ˈstara/] es un pueblo ubicado en el distrito administrativo en Gmina Aleksandrów, dentro del distrito de Piotrków, vvoivodato de Łódź, en Polonia central. Se encuentra aproximadamente a 5 kilómetros al suroeste de Aleksandrów, a 27 kilómetros al sureste de Piotrków Trybunalski, y a 70 kilómetros al sureste de la capital regional Łódź.
El pueblo tiene una población de 160 habitantes.